# سوداتل

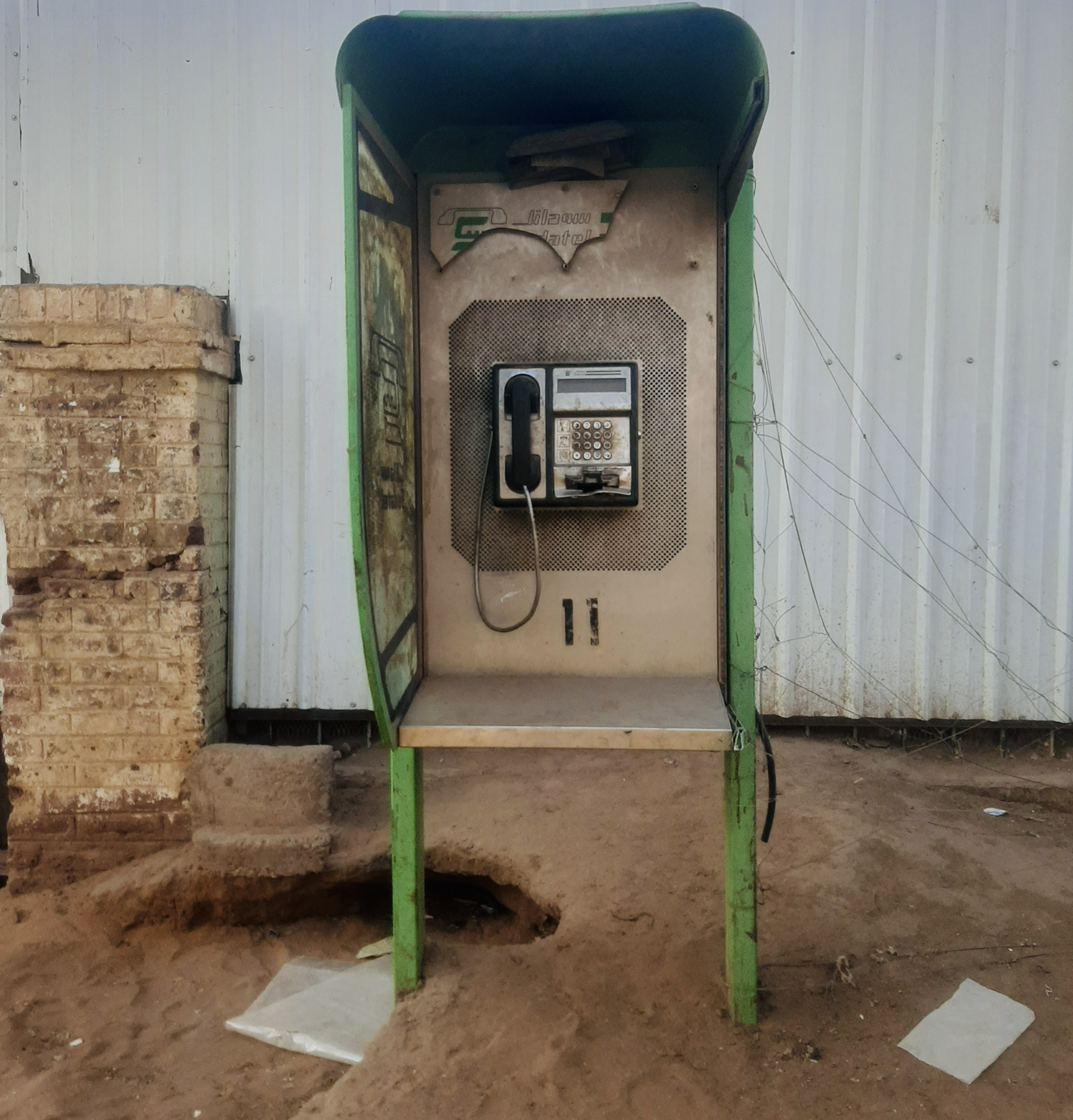
سوداتل، تلفونات الكابينات القديمة"شركة إتصالات سودانية قديم

## هيكل الملكية والمعلومات الأساسية حول شركة سوداتل للاتصالات
شركة سوداتل للاتصالات هي شركة مساهمة عامة وتُعد من أبرز مزوّدي خدمات تكنولوجيا المعلومات والاتصالات (ICT) في المنطقة، حيث تخدم عملاء في السودان ومختلف أنحاء إفريقيا.
تأسست الشركة في عام 1993، ومنذ ذلك الحين شهدت نمواً مطرداً، حيث توسعت من مزوّد محلي إلى فاعل إقليمي في الأسواق .
تُدرج الشركة في كلٍّ من بورصة الخرطوم وسوق أبوظبي للأوراق المالية (ADX).
يتم تداول 43% من أسهم سوداتل في سوق أبوظبي للأوراق المالية (ADX)، بينما تمتلك حكومة السودان نسبة 22.6% من أسهم الشركة. كما يمتلك أسهماً في الشركة أكثر من 14 بنكًا إقليميًا، و80 شركة، وعدد من المنظمات الإقليمية مثل عربسات، إلى جانب مستثمرين أفراد من السودان ومن 27 جنسية أو أكثر، ما يعكس قوة الشركة وتنوع قاعدة مساهميها.

## الانتشار الجغرافي ومحفظة الخدمات
تقدم مجموعة سوداتل للاتصالات مجموعة متكاملة من خدمات تكنولوجيا المعلومات والاتصالات، تشمل ما يلي:

#### 1. خدمات الاتصالات المتنقلة والثابتة
وتُقدَّم هذه الخدمات من خلال الشركات التابعة في الدول التالية:
- السودان – عبر شركة سوداني
- السنغال – عبر شركة إكسبريسو
- موريتانيا – عبر شركة شنقيتل

#### 2. خدمات استضافة مراكز البيانات (بما في ذلك PaaS وSaaS)
تمتلك المجموعة أحد أكبر مراكز البيانات من الفئة Tier III+ في إفريقيا، إلى جانب مركز بيانات آخر من الفئة Tier III في بورتسودان. وتوفر من خلال هذه المرافق:
- خدمات الاستضافة
- البرمجيات كخدمة (SaaS)
- المنصات كخدمة (PaaS)

#### 3. الربط البحري والبري
تلعب المجموعة دورًا محوريًا في مجال الربط الدولي، مستفيدة من الموقع الجغرافي الاستراتيجي للسودان. وهي عضو في عدد من تحالفات الكابلات البحرية والبرية، بما في ذلك:
- كابل EASSy البحري – يربط شرق إفريقيا بجنوبها وبأنحاء العالم ، ويصل إلى 9 دول: جنوب إفريقيا، مدغشقر، موزمبيق، جزر القمر، تنزانيا، كينيا، جيبوتي، الصومال، والسودان و
- كابلات SAS1 وSAS2 البحرية – تربط إفريقيا بآسيا وأنحاء العالم  عبر الاتصال مع شركة STC في المملكة العربية السعودية
- وقد استثمرت الشركة في أكثر من 25,000 كيلومتر من كابلات الألياف الضوئية الأرضية، وأكثر من 11,000 كيلومتر من الكابلات البحرية، دعماً لبنيتها التحتية الدولية.

## الشركات التابعة  لشركة سوداتل
- سوداسات (SUDASAT) – تقدم خدمات الربط عبر الأقمار الصناعية والاتصالات المؤسسية؛ وتملك الشركة 60% من أسهمها
- أنظمة الدفع الإلكتروني (EBS) – المشغل الوطني لأنظمة الدفع الإلكتروني؛ وتملك الشركة 30%
- سوداني فينتك (SUDANI FINTECH) – شركة ناشئة في مجال التكنولوجيا المالية؛ وتملك الشركة 60%
- الشركة العربية للكابلات البحرية (ASC) – متخصصة في تشغيل أنظمة الكابلات البحرية؛ وتملك الشركة 50%

## الإدارة التنفيذية
يتولى السيد مجدي محمد عبد الله طه منصب رئيس مجلس الإدارة والرئيس التنفيذي لشركة سوداتل للاتصالات منذ عام 2020، ولا يزال يقود مسيرتها حتى الآن.

## وصلات خارجية
- الموقع الرسمي